# Чапля, Пётр Андреевич
Пётр Андреевич Чапля (1932, с. Вербки, Павлоградского района, Днепропетровская область, УССР, СССР — ?, колхоз «Рассвет», Павлоградского района, Днепропетровская область, УССР, СССР) — звеньевой колхоза «Рассвет» Павлоградского района Днепропетровской области Украинской ССР, Герой Социалистического Труда (1966).

## Биография
Родился в 1932 году в селе Вербки Павлоградского района Днепропетровской области УССР (ныне Украина). По национальности украинец.
Рано осиротел, в 1944 году (в возрасте 12 лет) трудоустроился в колхоз, затем работал на мельзаводе. Окончил школу рабочей молодёжи (ШРМ). В 1950 году был призван в Советскую армию, служил в воздушно-десантных войсках.
После увольнения в запас вернулся на родину, устроился механизатором во 2-ю бригаду местного колхоза «Рассвет». В 1965 году вырастил и собрал урожай 47 центнеров кукурузы с гектара на участке в 135 гектаров без использования ручного труда.
Указом Президиума Верховного Совета СССР от 23 июня 1966 года «за успехи, достигнутые в увеличении производства и заготовок пшеницы, ржи, гречихи, проса, риса, кукурузы и других зерновых и кормовых культур», Чапля Пётр Андреевич был удостоен звания Героя Социалистического Труда с вручением ордена Ленина и золотой медали «Серп и Молот».
Трудился механизатором до смерти, скончался на поле во время работы. Похоронен в родном селе Вербки.
Награждён орденами Ленина (23.06.1966), Октябрьской Революции (08.12.1973), медалями.